# Manoir de Saint-Gilles-de-Livet
Le manoir de Saint-Gilles-de-Livet anciennement nommé grenier à dîmes est un édifice situé à Rumesnil, en France. Il date du XVe siècle et est inscrit au titre des Monuments historiques.

## Localisation
Le monument est situé dans le département français du Calvados, à 700 m au sud-ouest du petit bourg de Rumesnil et à 120 m à l'ouest de la chapelle de Saint-Gilles-de-Livet, ancienne paroisse et commune rattachée à Rumesnil en 1840. La Dorette coule tout près au nord en contrebas du manoir après avoir longé la chapelle.

## Historique
Le manoir de Saint-Gilles-de-Livet à Rumesnil a été construit après la guerre de Cent Ans,  à la fin du XVe siècle, période de reconstruction très active en Normandie où le bois était disponible en abondance. Le manoir de Livet correspond au type de logis à pans de bois mis en œuvre à cette époque avec ses deux pièces par niveau, ses portes latérales, et sa galerie ouverte sur la façade arrière.   
Du XVe siècle au XVIIIe siècle le fief de Livet appartient à la famille Maillart qui détient aussi, en 1452, les seigneuries de Léaupartie et de Dozulé. En 1728 le fief devient la propriété des Le Vaillant lors du mariage de Catherine Maillart, la dernière héritière.
Le manoir de Saint-Gilles-de-Livet a d'abord été catégorisé comme grenier à dîmes par les Monuments historiques en 1927 car, situé tout près de la petite église de Livet, il était utilisé comme bâtiment agricole depuis le XVIIIe siècle. En 1971 Yves Lescroart, reconnait dans la structure et les sculptures de ce bâtiment les marques d'un logis seigneurial. À partir de 1991 l'édifice, mentionné comme étable dans le cadastre de 1812, a été débarrassé de deux appentis et d'une porte centrale qui n'étaient pas d'origine et a repris l'aspect qu'il devait avoir à la fin du XVe siècle au moins en ce qui concerne la façade sud.

## Architecture
Le manoir de Livet est un bâtiment à pans de bois construit sur deux niveaux. Il est couvert par une toiture à deux pans. Posée sur un soubassement en moellons, l'ossature de la maison est constituée par les poteaux, très fortes pièces de bois, sur lesquels s'appuient les fermes de la charpente. Chaque panneau, délimité verticalement par les poteaux et horizontalement par les sablières, contient des colombes : pièces de bois un peu moins épaisses que les poteaux qui maintiennent le hourdis constitué dans ce bâtiment par du torchis.

### Façade sud
Cinq travées rythment la façade sud marquée par un fort encorbellement entre les deux niveaux. Dans chaque travée du rez-de-chaussée, les colombes sont toutes verticales et forment ce qu'on appelle un pan de bois à grille. Ce procédé suit le précepte du tant plein que vide suivant lequel les colombes sont de la même largeur que le hourdis qui comble les vides entre les pièces de bois.
Deux portes latérales, dont les encadrements portent encore des traces de sculptures, donnent accès au logis et deux fenêtres : une grande à meneau et traverse près de la porte ouest, et une plus petite de l'autre côté, éclairent l'intérieur.

Le second niveau est en encorbellement souligné par les moulures de tores et de cavets,. Au-dessus, l'allège des fenêtres forme un décor continu de croix de Saint-André  derrière lequel venaient coulisser les panneaux qui protégeaient les quinze fenêtres de l'étage.  Au Moyen Âge, les baies des maisons et des simples logis seigneuriaux n'étaient pas vitrées. Elles étaient simplement garnies de papier huilé. Pour se protéger du froid, on remontait en les faisant coulisser par l'intérieur les volets de bois qui mettaient ainsi les pièces dans l'obscurité.

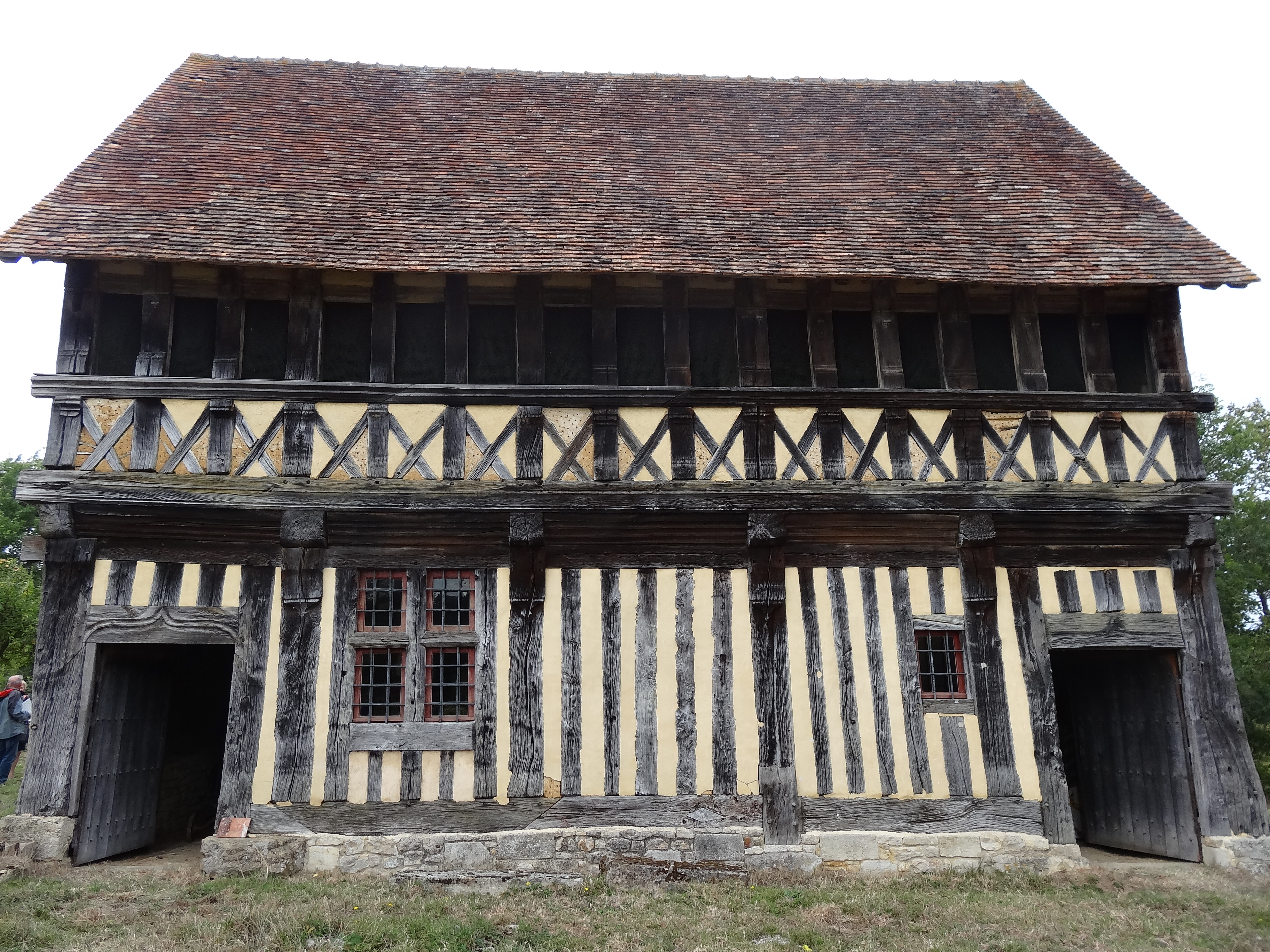
Façade sud du manoir
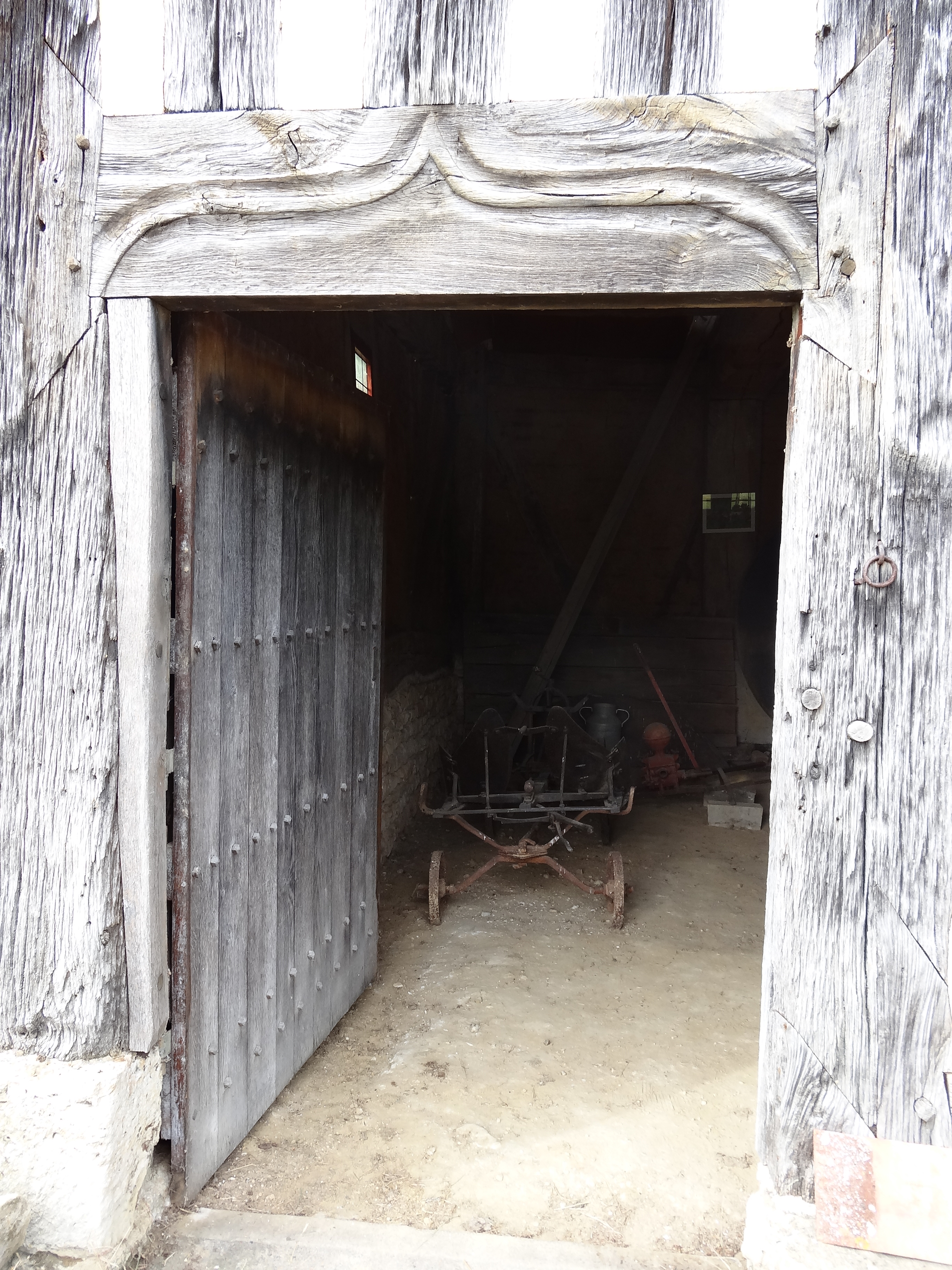
La porte qui donne accès à la grande salle seigneuriale est ornée d'une accolade
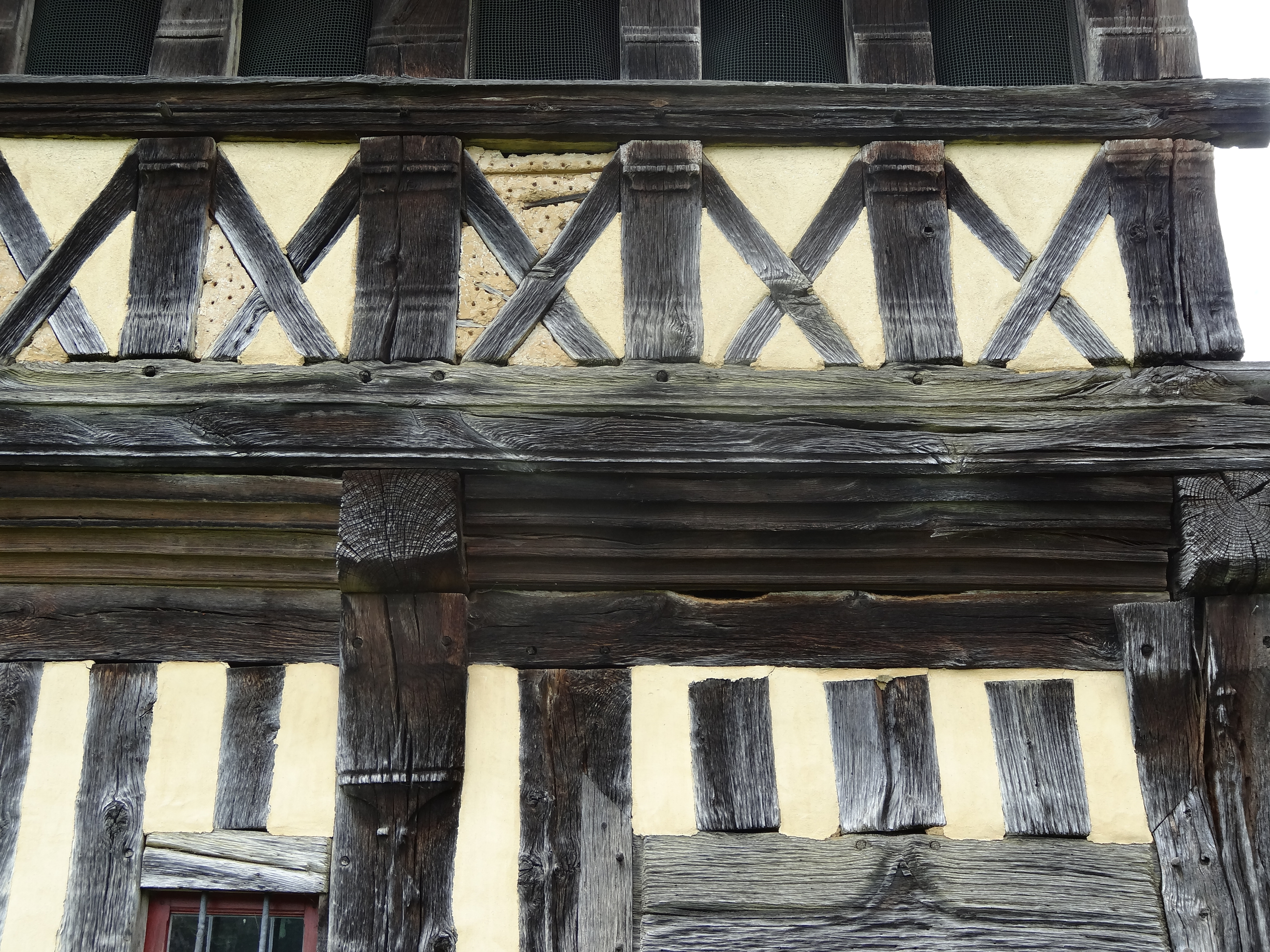
Sculptures des poteaux et potelets, accolade du linteau de porte,croix de St André
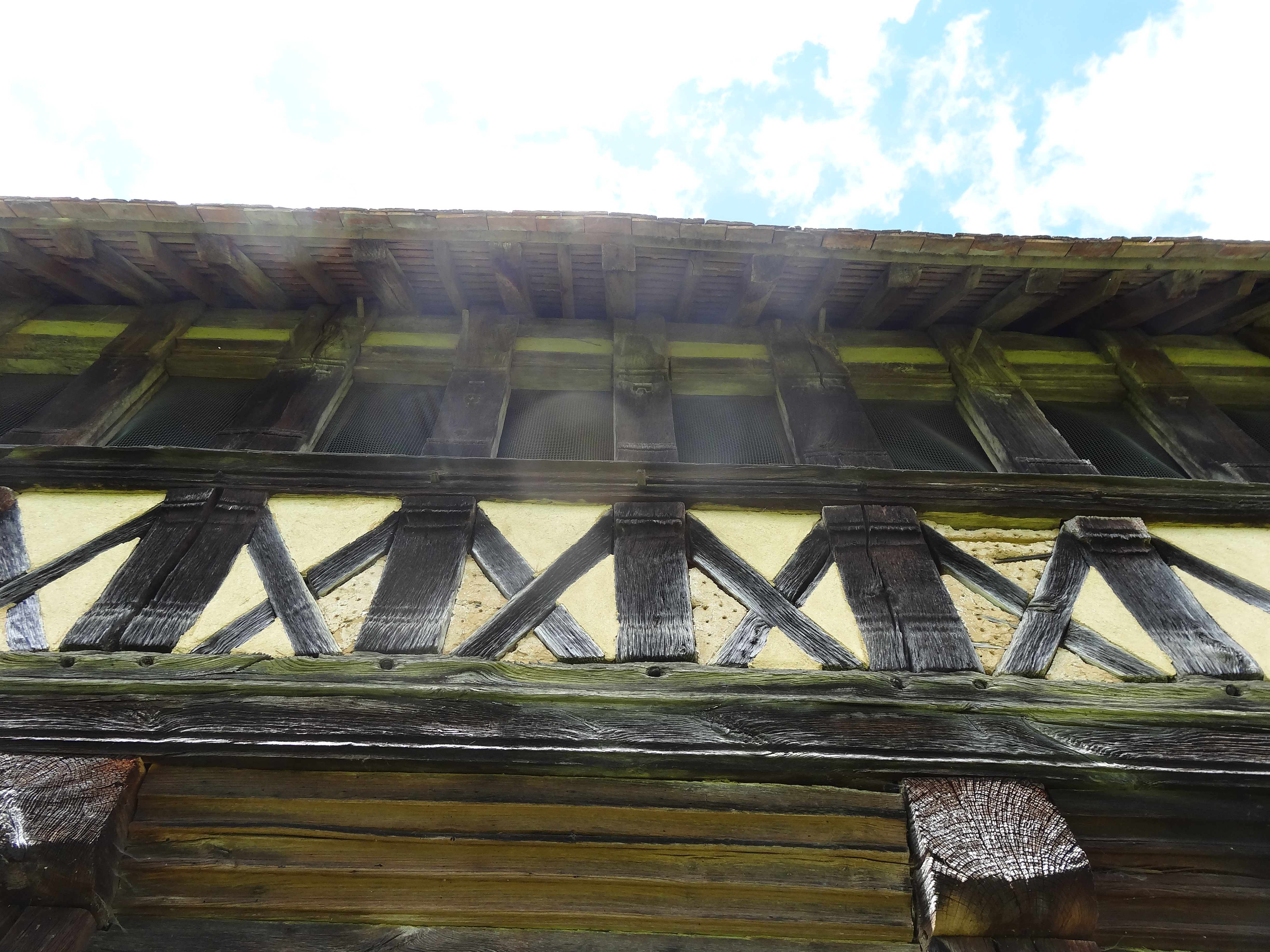
Montants des fenêtres de l'étage dans lesquels coulissaient les volets intérieurs
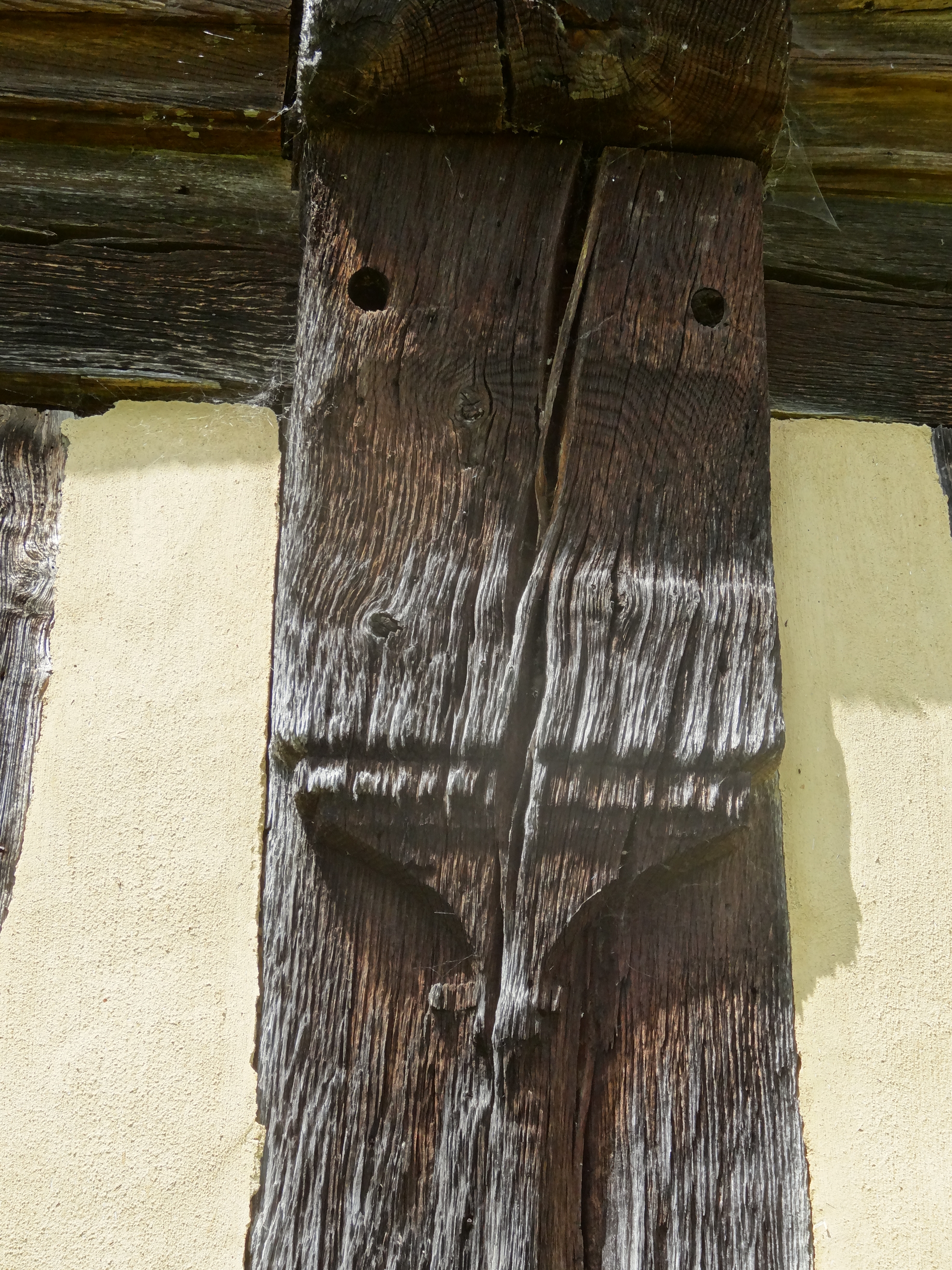
Poteau de travée avec culot sculpté d'une forme triangulaire caractéristique de la fin du XVe siècle

### Intérieur du logis
À l'intérieur, le logis comportait deux pièces par niveau. Deux cheminées adossées l'une à l'autre qui s'appuyaient sur un mur de refend, lui aussi disparu, ont été supprimées lors de la transformation du bâtiment en étable au XVIIIe siècle. La salle seigneuriale se trouvait très vraisemblablement à l'ouest, car la porte de cette partie est plus sculptée que l'autre et la fenêtre, beaucoup plus grande et plus élaborée.

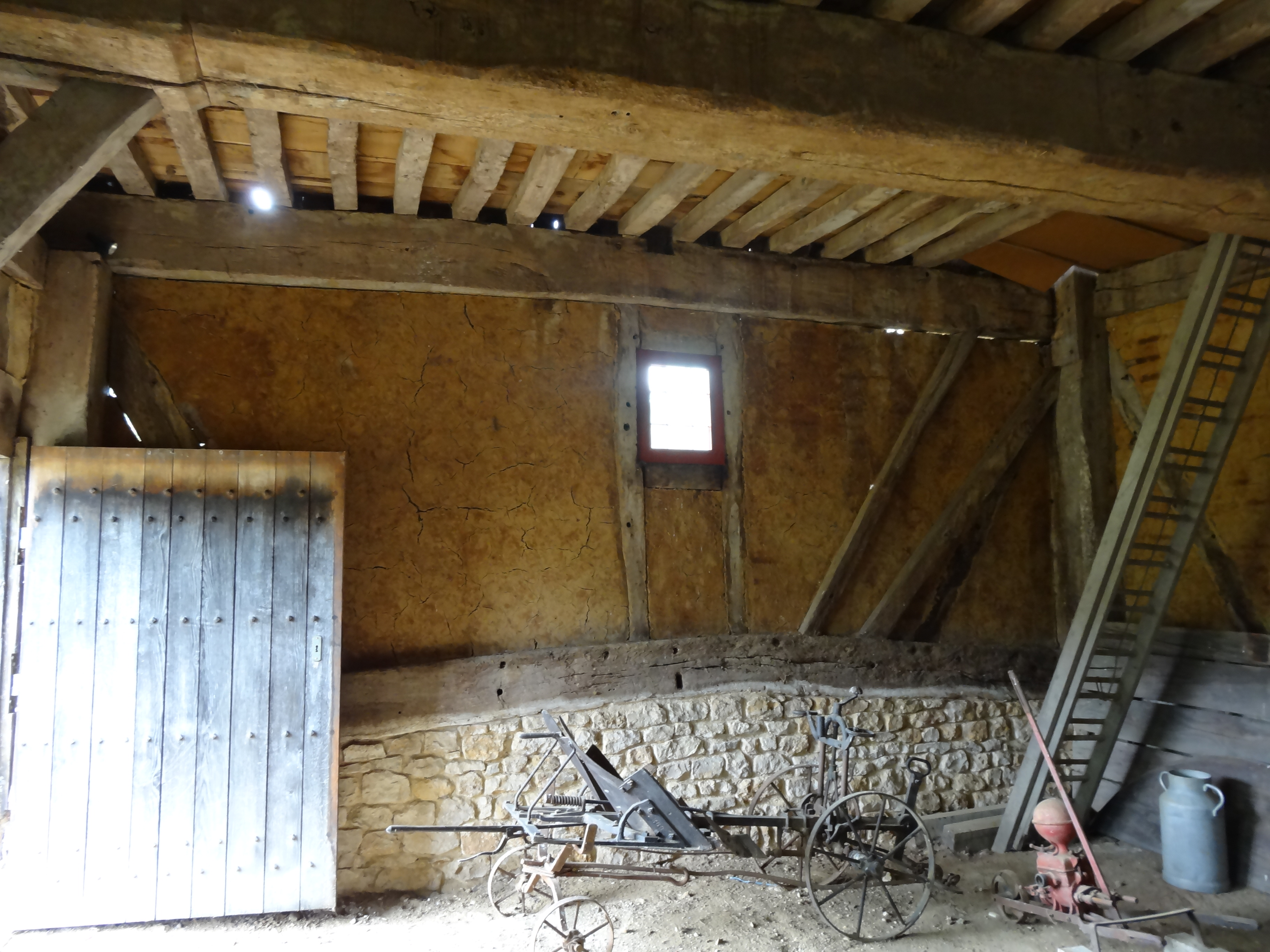
vue intérieure vers l'ouest
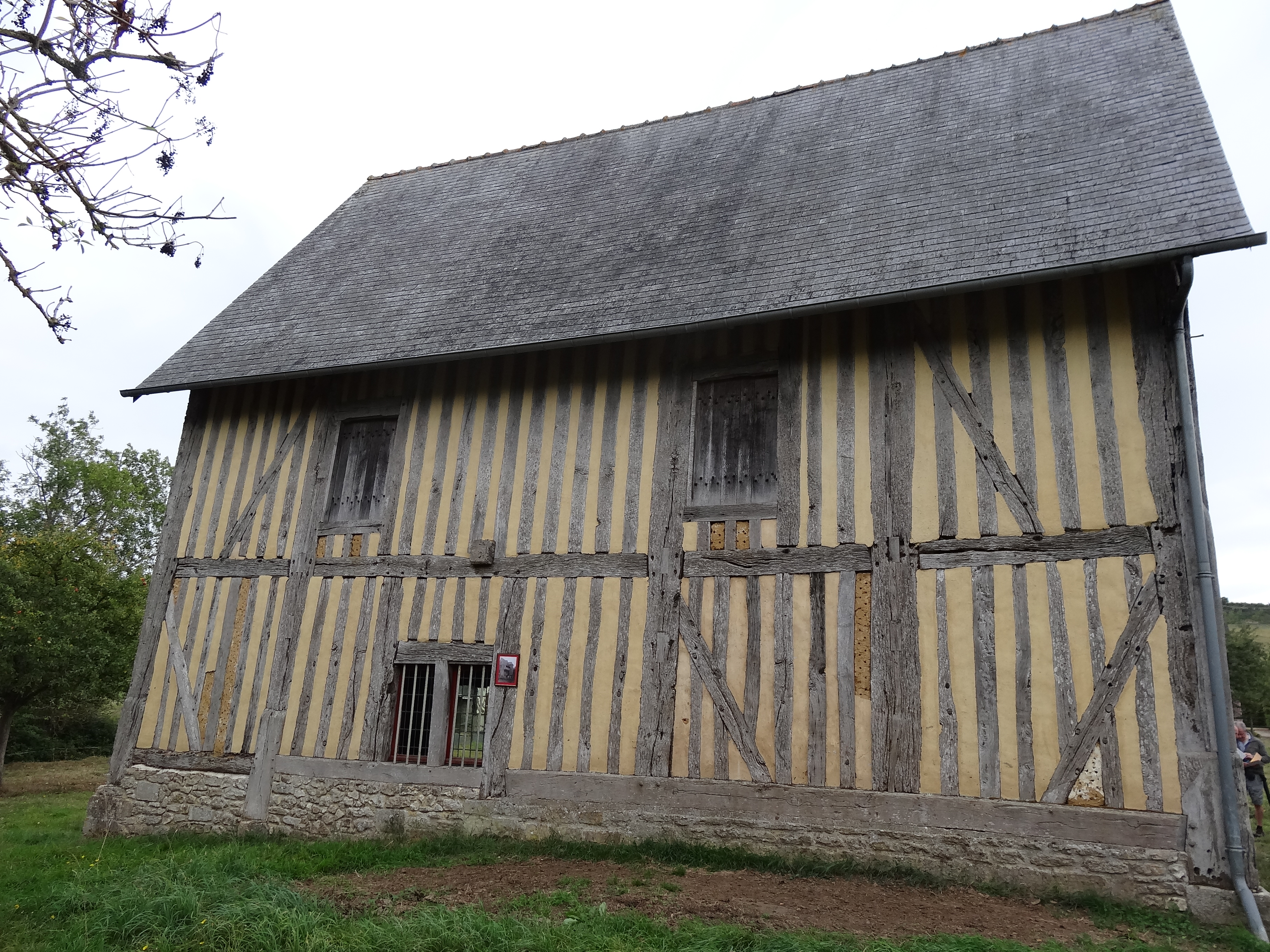
Façade nord

### Façade nord
La façade nord n'est pas en encorbellement. Contrairement à la façade sud, des décharges sont visibles presque dans chaque panneau. L'existence de portes obturées à l'étage permet de penser qu'une galerie extérieure courait tout le long de la façade. Cette galerie était nécessairement desservie par un escalier, mais il n'en reste aucune trace,

### Autres bâtiments
À l'origine, le petit manoir de Livet faisait partie d'un ensemble de bâtiments situé près d'une ancienne motte féodale, l'une de celles dont la région de Cambremer garde de nombreuses traces. Au XVIIIe siècle, un autre logis plus spacieux est construit. À proximité, un bâtiment à pans de bois sur soubassement de brique et aile en retour d'équerre abritait un pressoir à longue-étreinte. Un escalier droit permettait de transporter les pommes au grenier où était aménagée une trappe d'où on pouvait les faire dégringoler dans le tour à pommes. Écrasées dans le tour, elles étaient ensuite pressées pour en extraire le jus.
Une petite église s'élève à quelques mètres à l'Est. Elle est sous l'invocation de Saint-Gilles. Après le rattachement de Livet à Rumesnil en 1840 la commune l'a vendue à Madame Brion, propriétaire du manoir de l'époque. Coiffée d'une flèche en bois recouverte d'ardoises, elle est en moellons de pierre calcaire et couverte d'un toit de tuiles. Elle a peut-être été élevée avant le XVIe siècle, date probable de construction du chœur d'après Arcisse de Caumont. En ce début du  XXIe siècle elle est encore en possession du propriétaire et exploitant cidricole des bâtiments adjacents.

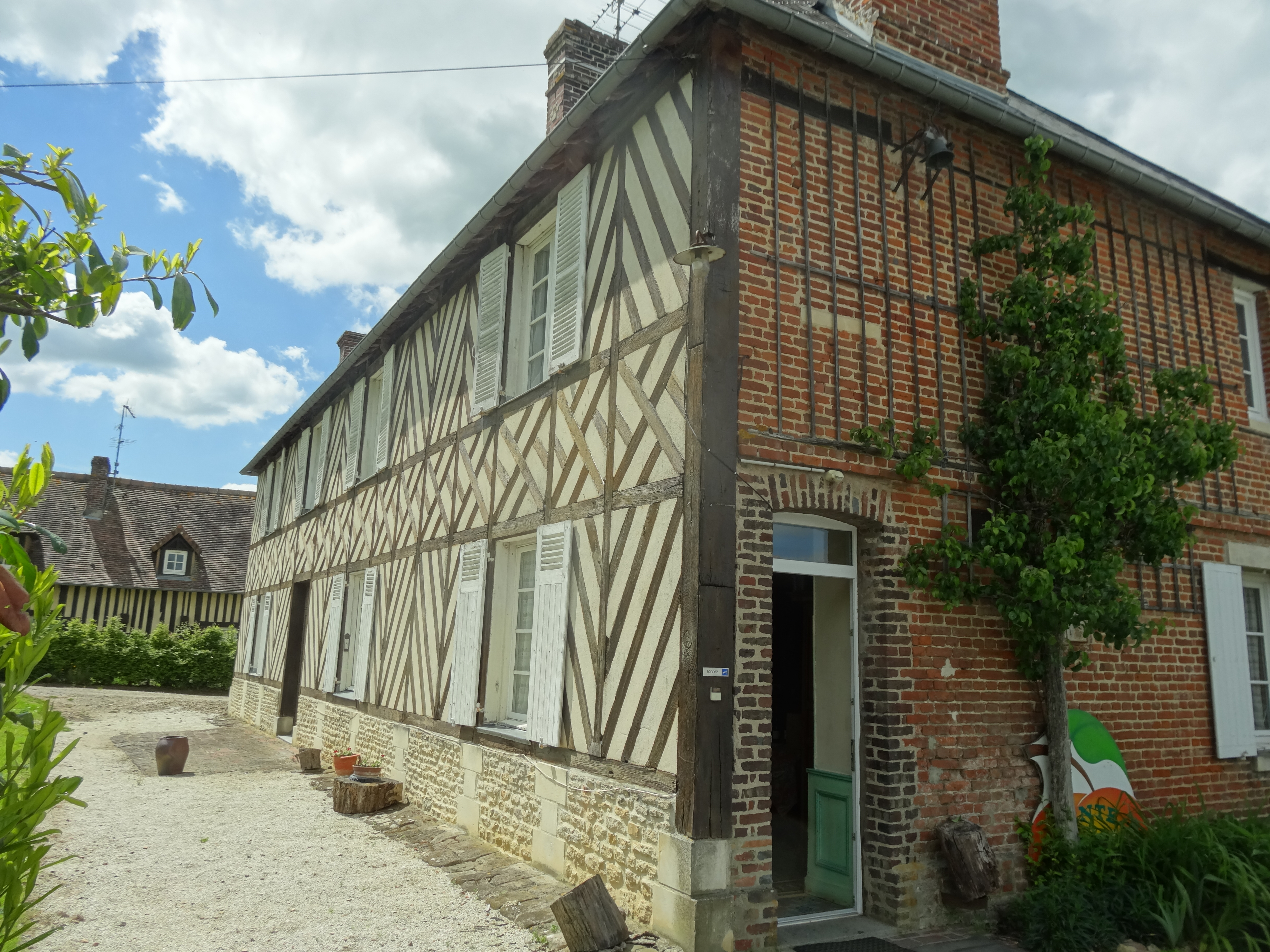
Manoir du XVIIIe siècle.
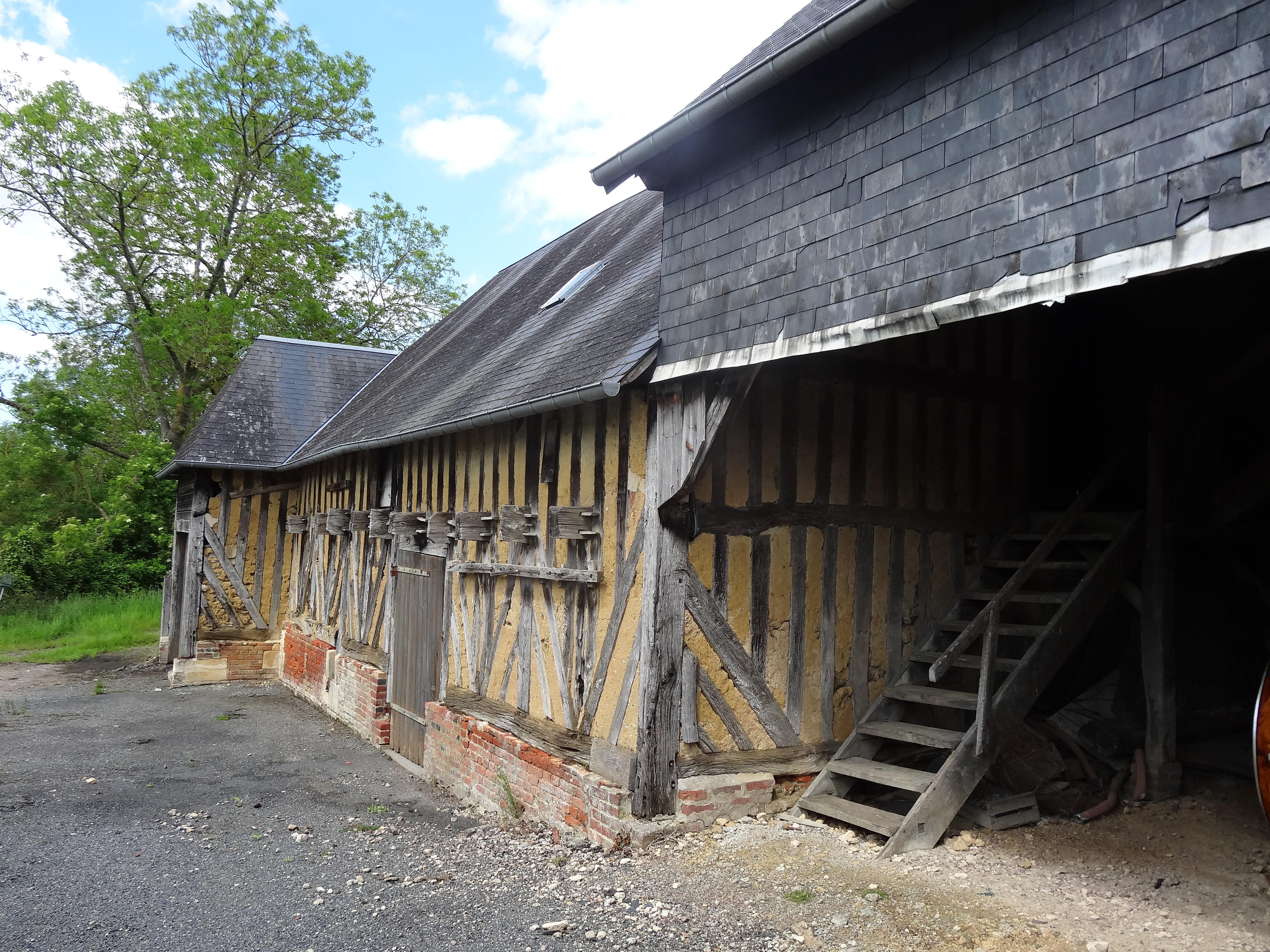
Ancien pressoir avec escalier droit sur le côté et aile en retour d'équerre.
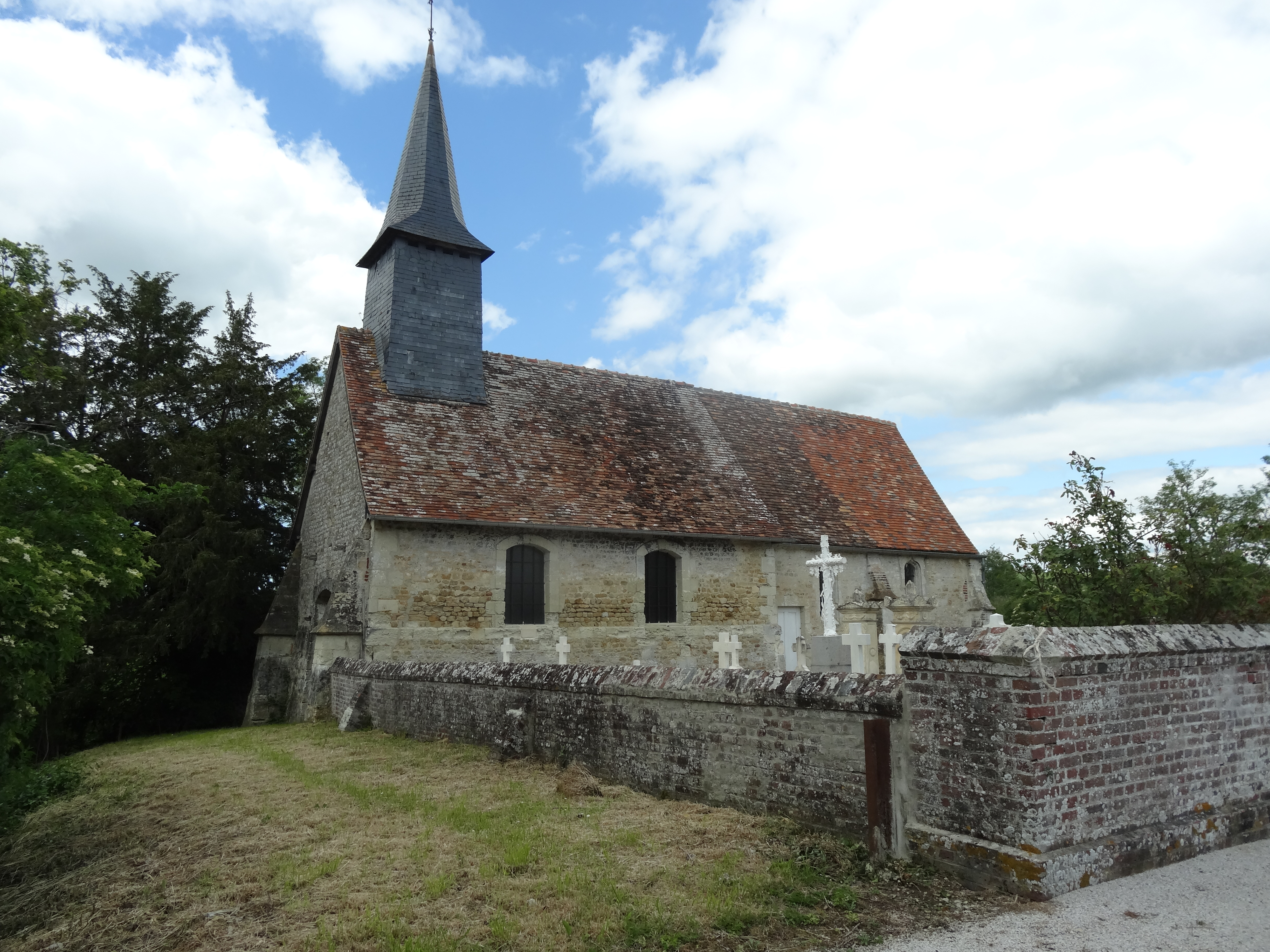
Église Saint-Gilles de Livet

L'édifice est inscrit au titre des Monuments historiques depuis le 9 février 1927.